# 枚聞神社
31°12′28″N 130°32′23″E / 31.2078°N 130.5397°E
枚聞神社（日语：／ Hirakiki-jinja */?）是日本鹿兒島縣指宿市開聞十町的神社，社格是式內小社、薩摩國一宮、國幣小社和別表神社，祭神是大日孁貴命，別當寺是瑞應院，本地佛是聖觀音。氏子方面，根據《神社名鑑》記載是3500戶，崇敬者有20萬人，《全國神社名鑒》稱是3000戶，崇敬者有11000人，《式內社調查報告》稱是2000戶，崇敬者約20000人。文化財方面，「松梅蒔繪櫛笥附屬品並目錄共 一合」是重要文化財，「枚聞神社本殿」是鹿兒島縣指定文化財，「枚聞神社琉球匾額7點」是指宿市指定文化財。

## 位置與名稱
神社位於開聞岳北邊山麓，國道226號與主要地方道鹿兒島縣道28號岩本開聞線的交匯處以北，神社以北六公里處為池田湖，距離開聞站約500米。根據《薩藩勝景百圖考》記載，神社原本建於開聞岳的南邊山麓，並且指開聞岳於貞觀16年（874年）7月以及仁和元年10月9日（885年11月19日）爆發時已經遷至北邊山麓，《式內社調查報告》稱遷座時期應在獲賜封戶後。行政區劃方面，神社原屬薩摩國穎娃郡穎娃鄉拾町村，穎娃村、揖宿郡穎娃町、開聞村、開聞町，大字是十町，字是古城。
神社在《日本三代實錄》中稱為「開聞」，《和名類聚抄》也同樣記載為「開聞」，「枚聞」則始於《延喜式神名帳》，發音Hirakiki（ヒラキキ）源於開拓神的延長發音，這是由於從十町至仙田一帶的貝塚出土了土器、石器和人骨等物品，神社也因此獲視為村落的開拓神而來。根據當地的《三國神社傳記》記載，當地主要使用「開聞」，有時會使用「海門」，這是由於神社與大隅國的佐多岬在鹿兒島灣形成海上之門而來，發音是Kaimon（カイモン），地方話則唸成Keimon（ケモン）。此外，神社也有開門宮、開聞社、開門社、綿積神社以及和多都美神社等稱呼。

## 歷史
根據社傳記載，神社的創建時期可以追溯至神代。此外，根據1952年的明細圖書記載，也有神社創建自聖武天皇時代的說法。貞觀2年3月20日（860年4月14日），根據《日本三代實錄》記載，神社的神階由從五位上升至從四位下，推測這與清和天皇即位有關。貞觀8年4月7日（866年5月24日），神社再升至從四位上。貞觀16年3月4日（874年3月25日），由於開聞神（開聞岳）爆發，神社遭到追究事時辯稱開聞神希望能有封戶以及這是神社遭到玷污而得來的報應。同年7月2日（8月17日），神社獲賜封戶20戶。元慶6年10月9日（882年11月23日），神社再升至正四位下。
仁和元年7月12日和8月11日（885年8月25日和9月23日），開聞岳先後兩次爆發，朝廷讓神祇官和陰陽寮占卜，然後又讓薩摩國以及報告發生降灰的肥前國奉幣至國內的諸神。寬平7年9月11日（895年10月2日），根據《日本紀略》記載，開聞岳上出現慶雲，為此公卿向宇多天皇上呈賀表，宇多天皇為了答謝，讓菅原道真寫下「答公卿賀薩摩國慶雲敕」。在《延喜式神名帳》中，神社是式內小社，也是薩摩國唯二以及穎娃郡內唯一的式內社。

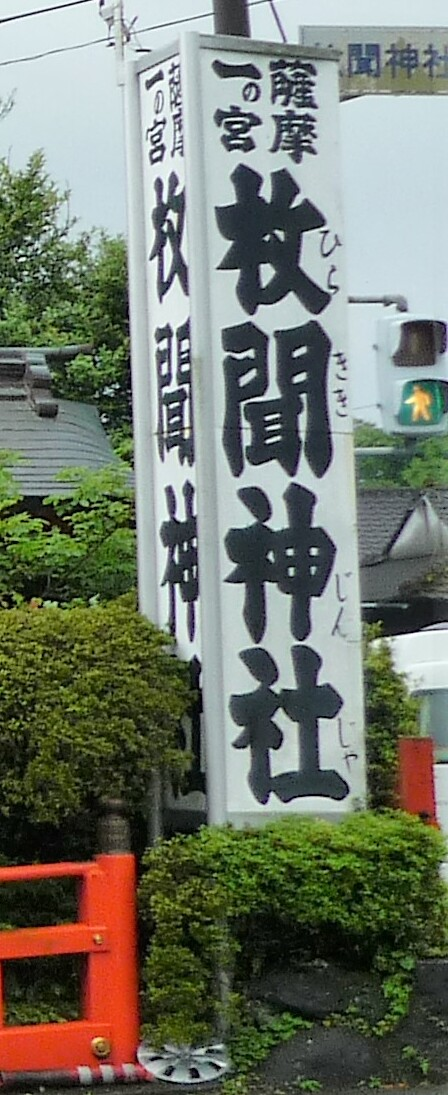
刻有薩摩一之宮的社號標

根據建久8年（1197年）的《薩摩圖田帳》記載，神社的社領有42町（約0.42平方公里），分別是穎娃郡13町（約0.13平方公里）、智覽院9町7反（約96198.35平方）和揖宿郡9町3反（約92231.4平方），附屬於大宰府之下。正治2年（1200年），由島津忠久重建社殿。寬喜2年3月7日（1230年4月21日），根據收錄在《薩藩舊記雜錄》內的《八幡新田宮所司神官等起請文》記載，神社當時稱為「當國鎮守開門正一位所大明神」，為神社作為一宮最早的描述。文曆2年7月27日（1235年9月11日），根據收錄於《指宿文書》內的《北條泰時召文》記載，指宿忠秀和同族的穎娃忠繼就神社的領地發生爭執。
弘安末年至正應年間（1278年至1293年）為止，神社與新田八幡宮曾經就一宮地位爆發爭執。弘安7年5月3日（1284年6月17日），根據《關東御教書》「舊記雜錄」記載，鎌倉幕府為了祈求異國降伏，下令讓守護島津氏盡快向薩摩國一宮以及國分寺報告。弘安10年（1287年）3月，根據收錄於《新田神社文書》內的《新田宮所司神官等解文》記載，位處於國府近郊的新田八幡宮便開始主張自身才是一宮。正應5年2月5日（1292年2月24日），根據《大友親時書下》記載，枚聞神社控訴新田八幡宮與守護勾結，押領了原本理應獻予枚聞神社的劍和神馬。翌年4月20日（1293年5月27日），根據《島津忠宗施行狀案》記載，守護島津忠宗向新田八幡宮表示，由於一宮地位仍然懸而未決，因此基於幕府的指示按照近例將劍和神馬獻予新田八幡宮，這不代表決議新田八幡宮為一宮。
永仁5年3月8日（1297年4月1日），根據《三國名勝圖會》記載，穎娃憲純奉納刻有「當國一宮開聞社鎚鐘一口」的梵鐘至枚聞神社。另外，日隈正守則稱枚聞神社的一宮地位在鎌倉時代末期已經被新田八幡宮取代。盡管如此，根據收錄於《北鄉文書》內永祿7年11月19日（1564年12月22日）的《島津義久起請文寫》以及天正2年9月11日（1574年9月25日）的《島津忠平起請文寫》記載，枚聞神社仍然作為「開門正一位」與新田八幡宮等並列。元龜2年，領主穎娃氏爆發內亂，導致神社失去約1900町（約18.84平方公里）的社領。根據鹿兒島縣立圖書館藏書文政7年的《頴娃鄉舊跡帳》記載，神社獲島津義久寄進社領24町（約0.24平方公里），鹿兒島縣神社廳指是寄進於天正20年9月。
慶長15年（1610年）9月，神社獲島津氏重建本殿、幣殿、長廳、拜殿、神饌所、敕使殿、手水舍、門守舍、社務所、神庫、授與所和鳥居等建築物。寬政4年5月6日（1792年6月24日），高山彥九郎前往開聞岳時經過神社，並且在《筑紫日記》中指出當時的社領是約200石。天明7年（1787年），神社進行改建。明治4年5月14日（1871年7月1日），神社獲列為國幣小社。1948年9月30日，神社本廳制定「幹部和職員去留相關規定」（役職員進退に関する規程，《規程第15號》），神社列於其中第五條提到的「記載於別表的神社」（別表に掲げる神社）之內，即別表神社。

## 祭神
根據鹿兒島縣神社廳說法，神社的祭神是大日孁貴命、天之忍穗耳命、天之穗日命、天津彥根命、活津彥根命、熊野樟日命、多紀理毘賣命、狹依毘賣命和多岐都比賣命，《式內社調查報告》、《角川日本地名大辭典》和《日本歷史地名大系》雖然也持同樣說法，但是以大日霎貴命為主祭神。
此外，尚有和多都美神、鹽土老翁、猿田彥以及大宮姬說法。根據社傳記載，神社是記紀提到的山幸彥龍宮傳說中的海神豐玉彥的宮地，和多都美本身就有海神的意思。根據1925年的《枚聞神社祭神調書》記載，神社從文治年間至慶長4年（1185年至1599年）為止稱為和多都美神社，祭神直至明治維新時才由地主神和多都美神改為國常立尊、大日霎貴命和猿田彥大神。
然而，國常立尊、大日霎貴命和猿田彥的說法早見於《三國名勝圖會》，並且同時提到天忍穗耳尊、天穗日命、天津彥根命、活津彥根命、熊野大隅命、田心姬命、湍津姬命和市杵島姬命為配神的說法，《三國名勝圖會》最終視猿田彥為神社的祭神。《大日本國一宮記》也同樣有記載和多都美神社的稱呼，並且指祭神是鹽土老翁和猿田彥。根據《神代系圖傳》和《書紀通證》記載，鹽土老翁即為猿田彥，《神社撰集》和《大隅國 桑原郡 鹿兒島神社舊記》也採納猿田彥為祭神的說法。

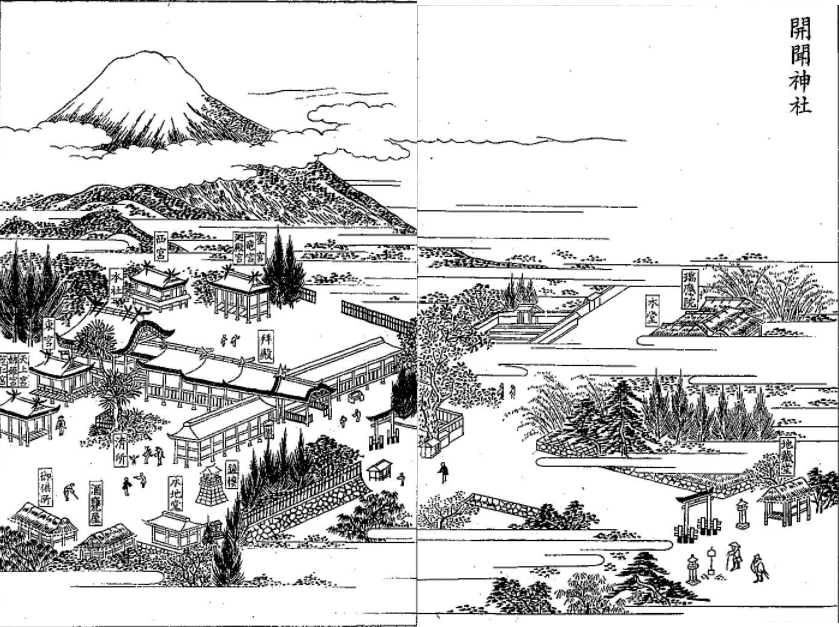
《三國名勝圖會》中的枚聞神社

大宮姬說法見於《三國名勝圖會》，指大宮姬是天照大神的化身。白雉元年2月18日（650年3月25日），鹽土老翁在取水修行時，一頭大鹿嚐了一口水後隨即懷孕，並且吐出一名美女。其後，鹽土老翁將她交給智通，取名瑞照姬，此事在傳到京都後，瑞照姬奉敕命上京，改由藤原鎌足照顧。瑞照姬在長大後改稱大宮姬，並且在13歲時成為天智天皇皇后，引來大友皇子和數十名宮女的嫉妒，在打雪仗時散播大宮姬長有鹿腳的謠言，最終促使其被流放至開聞岳。白鳳2年5月，天智天皇抵達位於開聞的離宮，並且在慶雲3年3月8日（706年4月24日）於當地死去，大宮姬則在和銅元年6月18日（708年7月10日）死去後作為開聞本社獲拜祭。
別當寺瑞應院採納大宮姬說法，指本殿中央是大宮姬，左邊是田心姬命、湍津姬命、市杵姬命、國常立命和大日霎命（猿田彥大神），右邊是吾勝命、天穗日命、天津彥根命、活津彥根命和熊野大隅命，並且建有九座別宮，分別是西宮（天智天皇）、二龍宮（海神夫婦）、懷殿宮（天智帝御子）、東宮（彥火火出見尊）、聖宮（鹽土翁）、姊姬宮（豐玉姬）、天井宮（玉依姬）和荒仁宮（大己貴神）。

## 境內
- 鳥居兩旁的建築是門守舍
- 中間是敕使殿，兩旁是長廳

| 建築物 | 《全國神社名鑒》      | 《開聞町鄉土誌》       |
| ------ | --------------------- | ---------------------- |
| 本殿   | 12坪（約39.67平方）   | 16坪（約52.89平方）    |
| 幣殿   | 5坪（約16.53平方）    | 6坪（約19.83平方）     |
| 拜殿   | 16坪                  | 15坪5合（約51.24平方） |
| 敕使殿 | 7坪（約23.14平方）    | 6坪8合（約22.48平方）  |
| 神饌所 | 6坪5合（約21.49平方） | 6坪2合（約20.5平方）   |
| 社務所 | 90坪（約297.52平方）  | 37坪（約122.31平方）   |

根據《日本社寺大觀》記載，神社境內面積達3625坪（約11983.47平方），《神社名鑑》、《全國神社名鑒》、《式內社調查報告》和《角川日本地名大辭典》均稱是5455坪（約18033.06平方），《開聞町鄉土誌》則稱境內地是1町2反5步（約11917.36平方），社有地是4反6畝20步（約4628.1平方），山林是2反（約1983.47平方米）。
本殿是權現造建築。敕使殿建有唐破風向拜。東西長廳是26坪6勺（約86.15平方），神庫是5坪（約16.53平方），手水舍是2坪（約6.61平方），授與所是2坪5合（約8.26平方），兩座門守舍則是3坪（約9.92平方）。
奧宮是位於開聞岳山頂的御嶽神社，相傳創建自仁和2年（886年），佔地216坪（約714.05平方），祭神是伊邪那美神、大日孁貴命、大山祇神、木花佐久夜毘賣命、大綿津見神、豐玉毘賣命和鹽土老翁。境外末社則有開聞中宮、開聞新宮、開聞神社、小手洗神社、柳櫛神社、枚聞神社和一之宮神社。

## 祭事
| 1月 | 七草祭（1月7日）           | 5月 | 兒童祭（5月5日）            | 9月  | 敬老祭（9月15日）                             |
| 2月 | 御嶽神社例祭（舊曆3月4日） | 6月 | —                           | 10月 | 豐祭（10月14日至10月16日） 神嘗祭（10月17日） |
| 3月 | —                          | 7月 | 夏越祭（六月燈祭，7月18日） | 11月 | 七五三祭（11月15日）                          |
| 4月 | —                          | 8月 | —                           | 12月 | —                                             |

豐祭（ホゼ祭り）又稱方祭，為慶祝收成的祭事，為期三天。第一天是前夜祭，由神社的青年團員獻上四種神舞，分別是天之鈿女舞、鬼神劍舞、中央舞和南方舞，在昭和初期為止的神舞曾經達33種，並且伴隨太鼓和笛聲通宵舉行。第二天是例祭，會有屋台。第三天是神幸式，每年由四個氏子地區輪流負責，上午9點出發，最遠地區來回達12公里，最近也要8公里。
一行人由穿上甲冑的武者、王面（猿田彥）、神馬、神輿以及稚兒等組成，人數達300人左右。當一行人抵達御旅所後，便會舉行御旅所祭，旨在感謝五穀豐收，祭事結束後享用由婦人會準備的午餐後喝燒酒來慶祝豐收。稍作休息後，一行人重返神社。下午3點，在抵達神社後舉行還御祭，境內同時也會舉行相撲。
夏越祭又稱六月燈祭，這是源於此祭原本在舊曆6月舉行而來。起源於薩摩藩藩主島津光久在參拜神社時獻上大量燈籠而來，其他鹿兒島縣神社也多有舉行此祭。祭事當天，小孩會在燈籠上畫畫後奉納至神社，也會有書畫展以及各種屋台。

## 註解
1. ↑  智覽院現為鹿兒島縣南九州市知覽地區[7]。
2. ↑  社務所是神社的辦公室[12]。神庫是收藏神社寶物的建築物[13]。授與所是授與神札（日语：神札）、御守、繪馬和御神籤等物品的地方[14]。
3. ↑  關於本殿佔地面積，《開聞町鄉土誌》和《神社名鑑》的記載一致，其餘則與《式內社調查報告》相同[18][4][3]。
4. ↑  現行對應神社如下[2]：
  - 開聞中宮現為豐玉姬神社（日语：豊玉姫神社 (南九州市)）。
  - 開聞新宮現為揖宿神社（日语：揖宿神社）。
  - 開聞神社推測現為鹿兒島縣薩摩川內市西開聞町（日语：西開聞町）的向田神社[19]。
  - 小手洗神社現為薩摩川內市網津町（日语：網津町 (薩摩川内市)）的枚聞神社[20]。
  - 柳櫛神社現為薩摩川內市久見崎町（日语：久見崎町）的諏訪神社[21]。
  - 枚聞神社現為鹿兒島縣阿久根市山下的枚聞神社[22]。
  - 一之宮神社現為一之宮神社（日语：一之宮神社 (鹿児島市)）。

## 外部連結
- . 鹿兒島縣觀光聯盟.   [2023-09-19]. （原始内容存档于2024-01-18） （日语）.
- . 指宿市觀光協會.   [2023-09-19]. （原始内容存档于2023-09-29） （日语）.
- . 全國一之宮巡拜會.   [2023-09-19]. （原始内容存档于2023-10-03） （日语）.